# Maurycy Maksymilian Leser
Maurycy Maksymilian Leser (ur. 1884 w Krakowie, zm. ok. 1941 w ZSRR) - adwokat, działacz społeczny, poseł na Sejm II kadencji.

## Życiorys
Urodził się w Krakowie. Odbył studia prawnicze i rozpoczął praktykę adwokacką we Lwowie. Tam sprawował funkcję kierownika Żydowskiego Towarzystwa Szkoły Ludowej i Średniej. Działając w ruchu syjonistycznym był sekretarzem generalnym Organizacji Syjonistycznej Małopolski Wschodniej. W latach 1928–1930 sprawował mandat posła do Sejmu II kadencji. Po wybuchu II wojny światowej został aresztowany przez NKWD i zesłany w głąb Związku Radzieckiego gdzie zmarł w bliżej nieznanych okolicznościach.